# Mogpog
Mogpog is een gemeente in de Filipijnse provincie Marinduque op het gelijknamige eiland. Bij de laatste census in 2007 had de gemeente ruim 33 duizend inwoners.

## Geschiedenis
De naam Mogpog komt van de woorden magpog (het maken van lijm) of mag-aapog (lijmmaker) naar de lijmmaker die in de buurt (barangay Anapog) te vinden was.
De gemeente Mogpog werd in 1807 gesticht. Don Nicolas del Rosario was de eerste Gobernadocillo (de toenmalige burgemeester).

## Geografie

### Bestuurlijke indeling
Mogpog is onderverdeeld in de volgende 37 barangays:
| - Anapog-Sibucao - Argao - Balanacan - Banto - Bintakay - Bocboc - Butansapa - Candahon - Capayang - Danao - Dulong Bayan - Gitnang Bayan - Guisian | - Hinadharan - Hinanggayon - Ino - Janagdong - Lamesa - Laon - Magapua - Malayak - Malusak - Mampaitan - Mangyan-Mababad - Market Site | - Mataas Na Bayan - Mendez - Nangka I - Nangka II - Paye - Pili - Puting Buhangin - Sayao - Silangan - Sumangga - Tarug - Villa Mendez |

## Demografie
Mogpog had bij de census van 2007 een inwoneraantal van 33.341 mensen. Dit zijn 2.011 mensen (6,4%) meer dan bij de vorige census van 2000. De gemiddelde jaarlijkse groei komt daarmee uit op 0,86%, hetgeen lager is dan het landelijk jaarlijks gemiddelde over deze periode (2,04%). Vergeleken met de census van 1995 is het aantal mensen met 5.140 (18,2%) toegenomen.

De bevolkingsdichtheid van Mogpog was ten tijde van de laatste census, met 33.341 inwoners op 108,06 km², 308,5 mensen per km².

## Geboren in Mogpog
- Ricardo Vidal (1931-2017), kardinaal en aartsbisschop van Cebu.